# Haarblättriger Rot-Schwingel
Der Haarblättrige Rot-Schwingel (Festuca trichophylla) ist eine Pflanzenart aus der Gattung Schwingel (Festuca) innerhalb der Familie Süßgräser (Poaceae).

## Beschreibung

### Vegetative Merkmale
Der Haarblättrige Rot-Schwingel ist eine ausdauernde krautige Pflanze, die Wuchshöhen von 30 bis 70 Zentimetern erreicht. Dieses Gras bildet lockere, graugrüne Rasen.
Die fadenförmigen Blattspreiten weisen einen Durchmesser von 0,15 bis 0,65 Millimetern auf, sind gefaltet, oberseits rau und mehr oder weniger dicht behaart. Sie verfügen über fünf bis sieben Leitbündel.

### Generative Merkmale
Die Blütezeit reicht von Juni bis August. Der rispige Blütenstand ist 5 bis 10 Zentimeter lang mit wenigen Ährchen. Die Ährchen sind 7 bis 10 Millimeter lang und enthalten vier bis sechs Blütchen. Die untere Hüllspelze ist 2,6 bis 3,3 Millimeter lang, die obere 3,5 bis 4,4 Millimeter lang. Die Deckspelzen sind fünfnervig und 4,5 bis 5 Millimeter lang und tragen eine 0,2 bis 0,7 Millimeter lange Granne. Die Vorspelzen sind so lang wie die Deckspelzen. Die Staubbeutel sind 2 bis 2,5 Millimeter lang.
Die Chromosomenzahl beträgt 2n = 42.

## Ökologie
Beim Haarblättrige Rot-Schwingel handelt es sich um einen Hemikryptophyten.

## Vorkommen
Es gibt Fundortangaben für Spanien, Portugal, Frankreich, Italien, Deutschland, die Schweiz, Österreich, Ungarn, die frühere Tschechoslowakei, das frühere Jugoslawien, Rumänien und Griechenland.
Der Haarblättrige Rot-Schwingel wächst in Feuchtwiesen (Molinio-Arrhenatheretea Tx. 1937 em. Tx. 1970) vor allem in Knollenkratzdistel-Pfeifengraswiesen (Cirsio tuberosi-Molinietum).

## Systematik und Verbreitung
Die Erstbeschreibung erfolgte 1828 als Varietät Festuca rubra var. trichophylla durch Jean Gaudin in Flora Helvetica, Band 1, S. 288. Gaudin schrieb den Namen Ducros zu. Diese Sippe wurde 1890 von Karl Richter in Plantae Europeae Band 1, S. 100 als Festuca trichophylla (Ducros ex Gaudin) R.Richt. zur Art erhoben.
Die Art Festuca trichophylla gehört zur Rot-Schwingel-Gruppe (Festuca rubra agg.) in der Gattung Festuca.
Je nach Autor gibt es zwei Unterarten:
- Festuca trichophylla (Ducros ex Gaudin) R.Richt. subsp. trichophylla: Sie kommt in Südeuropa und im südlichen Mitteleuropa vor.[1] „Man“ kennt Vorkommen in Portugal, Spanien, Frankreich, Korsika, Italien, in der Schweiz, Deutschland und Tschechien.[5]
- Festuca trichophylla subsp. asperifolia (St.-Yves) Al-Bermani: Sie kommt in den Gebirgen Südeuropas und in den südlichen Alpen vor.[1] „Man“ kennt Vorkommen in Portugal, Spanien, Frankreich, Deutschland, der Schweiz, Italien, Korsika und in Griechenland.[5]